# Monts Shokanbetsudake
Les monts Shokanbetsudake (暑寒別岳連峰, Shokanbetsudake-Renpō) sont un groupe de montagnes volcaniques sur la côte occidentale de l'île Hokkaidō au Japon (暑寒別岳連峰). Ils font partie des monts Mashike dont ils sont séparés de la partie méridionale, les monts Kabato, par la Hamamasu-gawa. Au nord se trouvent les monts Teshio. Les monts Shokanbetsudake font partie du parc quasi national de Shokanbetsu-Teuri-Yagishiri.
Parmi les sommets des monts Shokanbetsudake figurent, :
- le mont Shokanbetsu (1 492 m) ;
- le mont Kunbetsu (1 376 m) ;
- le mont Okutoppu (1 346 m) ;
- le mont Hamamasu (1 258 m) ;
- le mont Minami Shokan (1 257 m) ;
- le mont Ofuyu (1 198 m) ;
- le mont Etai (1 060 m).

Les monts Minami Shokan, Kunbetsu et Etai définissent un triangle qui entoure les marais Uryū (雨竜沼湿原, Uryūnumashitsugen).

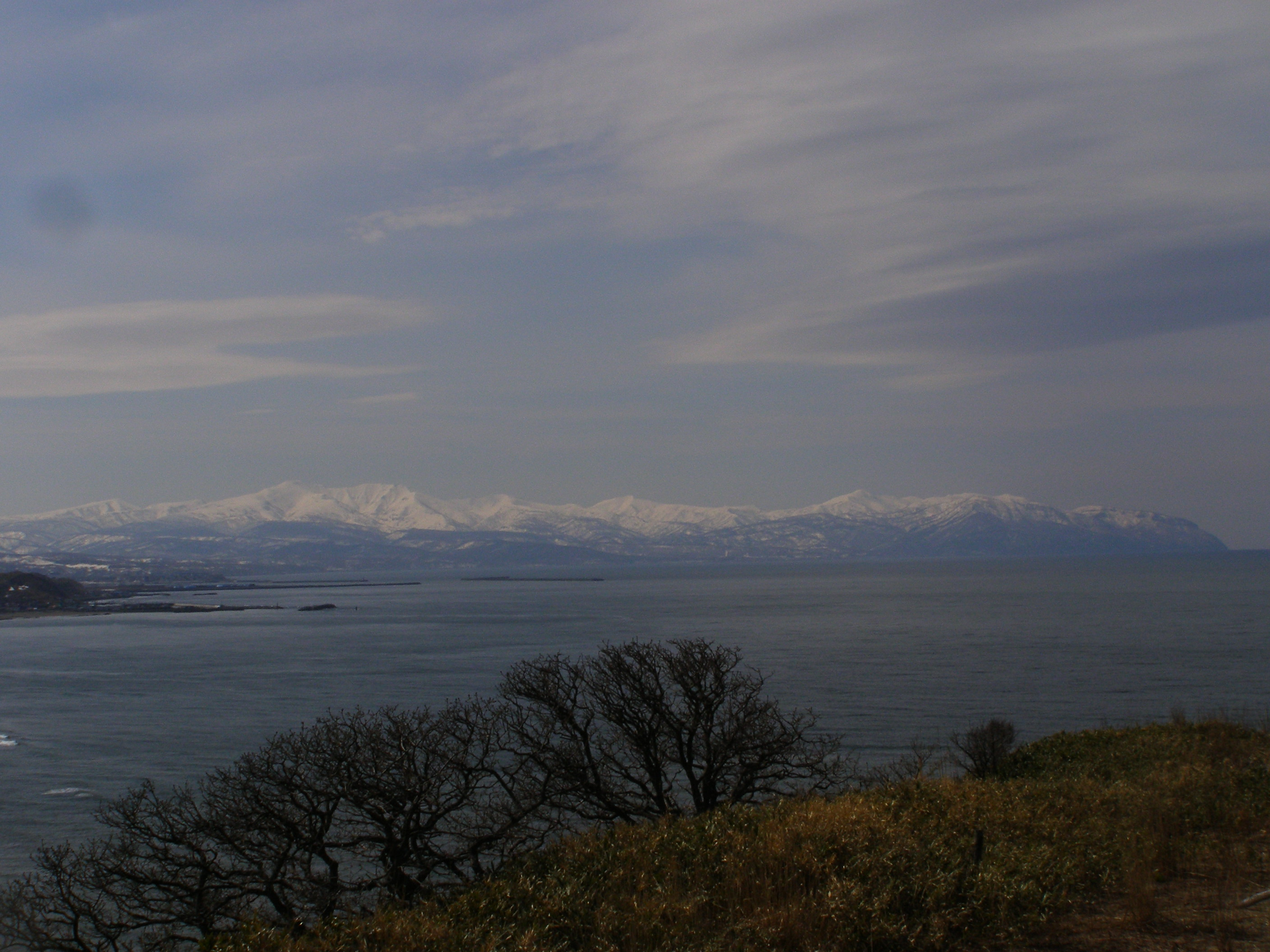
Vue des monts Shokanbetsudake depuis le nord.